# PostBank (Nieuw-Zeeland)
PostBank was de algemene en ook handels naam van de Post Office Savings Bank, een bank in Nieuw-Zeeland.
De bank was ontstaan uit opsplitsing van New Zealand Post Office in 1987. Naast de PostBank ontstonden ook een postbedrijf, nu gekend als New Zealand Post en telecommunicatiebedrijf, nu bekend als Telecom New Zealand. New Zealand Post Office was een staatsbedrijf.
De PostBank is uiteindelijk na een paar jaar zelfstandigheid in handen gekomen van de ANZ, een groot bankgroep uit Australië en Nieuw-Zeeland.